# Chiesa dei Santi Fermo e Rustico (Carpaneto)
La chiesa dei santi Fermo e Rustico è la parrocchiale di Carpaneto Piacentino, in provincia di Piacenza e diocesi di Piacenza-Bobbio; è dedicata ai santi Fermo e Rustico, patroni del capoluogo, a ricordo del loro martirio avvenuto a Verona il 9 agosto 304.

## Storia
Della presenza della pieve a Carpaneto si ha già notizia prima dell'anno Mille da antiche pergamene longobarde in cui si parla della chiesa di San Fermo e che sono custodite negli archivi del duomo di Piacenza. In un documento risalente al 1193, conservato presso l'archivio parrocchiale, sono citati i possedimenti della Plebis Carpenetis, nelle vicine campagne tra Viustino e Casturzano.
Nel XV secolo l'intero edificio venne, con tutta probabilità, ricostruito.
Tra il 1911 e il 1913, per iniziativa dell'allora parroco don Pietro Burgazzi, venne costruita la nuova torre campanaria, posta a fianco della facciata della chiesa e dotata di un concerto campanario di cinque campane, in Fa maggiore; il campanile originario, coevo alla chiesa e realizzato in cotto e sassi, non venne demolito, ma adibito a sacrestia.
Nel 1924 l'ente comunale commissionò all'ingegner Giambattista Burgazzi un progetto per l'ammodernamento dell'edificio: fu prevista la demolizione dell'edificio, con l'eccezione delle due torri campanarie, in favore dell'ampliamento della piazza e la sua ricostruzione; il progetto, tuttavia, non decollò e nel 1932 fu affidato all'architetto Paolo Costermanelli uno studio di valutazione dello stato corrente della chiesa: i risultati dello studio prevedevano due possibilità, la costruzione di una nuova chiesa oppure l'ampliamento della preesistente. Dopo alcuni dibattiti tra le due soluzioni, durati alcuni anni, qualsiasi intervento fu bloccato dallo scoppio della seconda guerra mondiale, per contribuire al cui sforzo, nel 1942, furono requisite le campane.
Al termine del conflitto, nel 1948 cominciarono i lavori di sistemazione dell'edificio, su progetto redatto dall'architetto Pietro Berzolla, con un preventivo di spesa di 13 600 000 lire. L'edificio fu allungato mediante l'aggiunta di una campata all'ingresso e la facciata venne rifatta completamente.
Ulteriori modifiche e restauri vennero infine realizzati a cadenza decennale a partire dagli anni '50.

## Descrizione

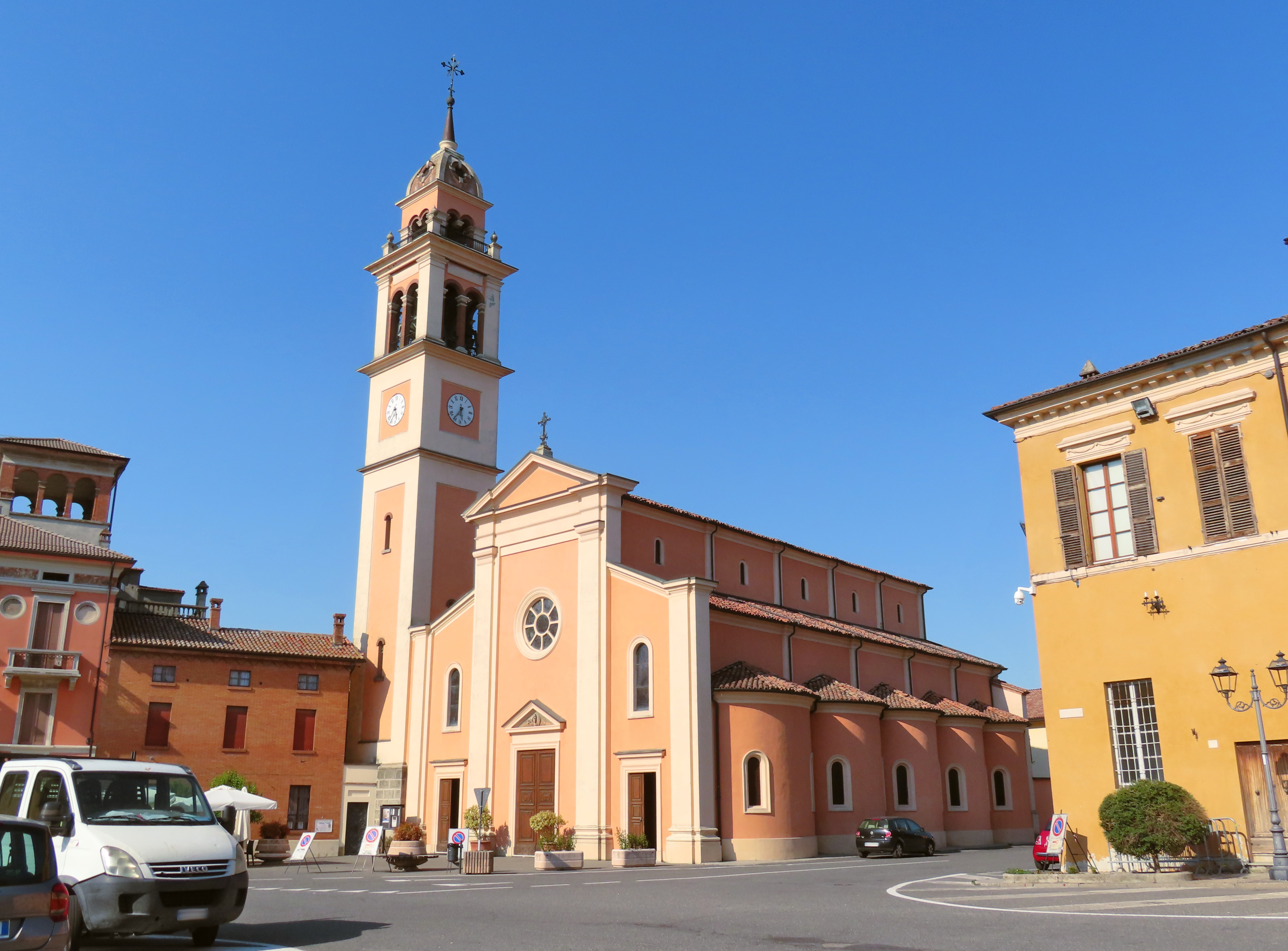
Facciata e lato sud

La facciata, a salienti, si presenta divisa in tre porzioni tramite lesene in stile dorico basate su piccoli piedistalli. Al di sopra della porzione mediana è collocato un frontone spezzato soprastante una cornice. Le ali presentano ai lati delle lesene d'angolo e contengono i portali di accesso di forma rettangolare sormontati da monofore a tutto sesto con raffigurazioni dei santi Fermo e Pietro. In posizione centrale si trova il portale principale sopra al quale è presente un frontone con timpano in cui è inserita una scultura in terracotta raffigurante il Volto di san Fermo, opera dell'artista locale Rinetto Bursi. Il rosone centrale posto al di sopra del portale maggiore, è diviso in otto spicchi e rappresenta il giorno veniente con al centro l'agnello seduto vincitore con il libro dai sette sigilli.
La torre campanaria, caratterizzata da una base quadrata, è posta alla sinistra della facciata, a filo con essa. Essa è divisa in due riquadri per mezzo di paraste d'angolo: nel primo sono locate due piccole monofore, mentre all'interno del secondo si trova l'orologio. La cella, che presenta una cornice in aggetto, è caratterizzata da pilastri dotati di capitelli in stile dorico che circondano delle aperture ad arco binate poste lungo tutti i lati. Al di sopra della cella è presente un tiburio dotato di finestrelle ad arco e sormontato da una piccola cupola rameica dotata di una guglia.
L'interno presenta una pianta basilicale a tripla navata dotata di cinque campate con volta a botte basate du pilastri rotondi sopra ai quali si impostano gli archi della volta; i primi due pilastri sono coperti da intonaco, mentre i rimanenti tre sono in mattoni a vista.

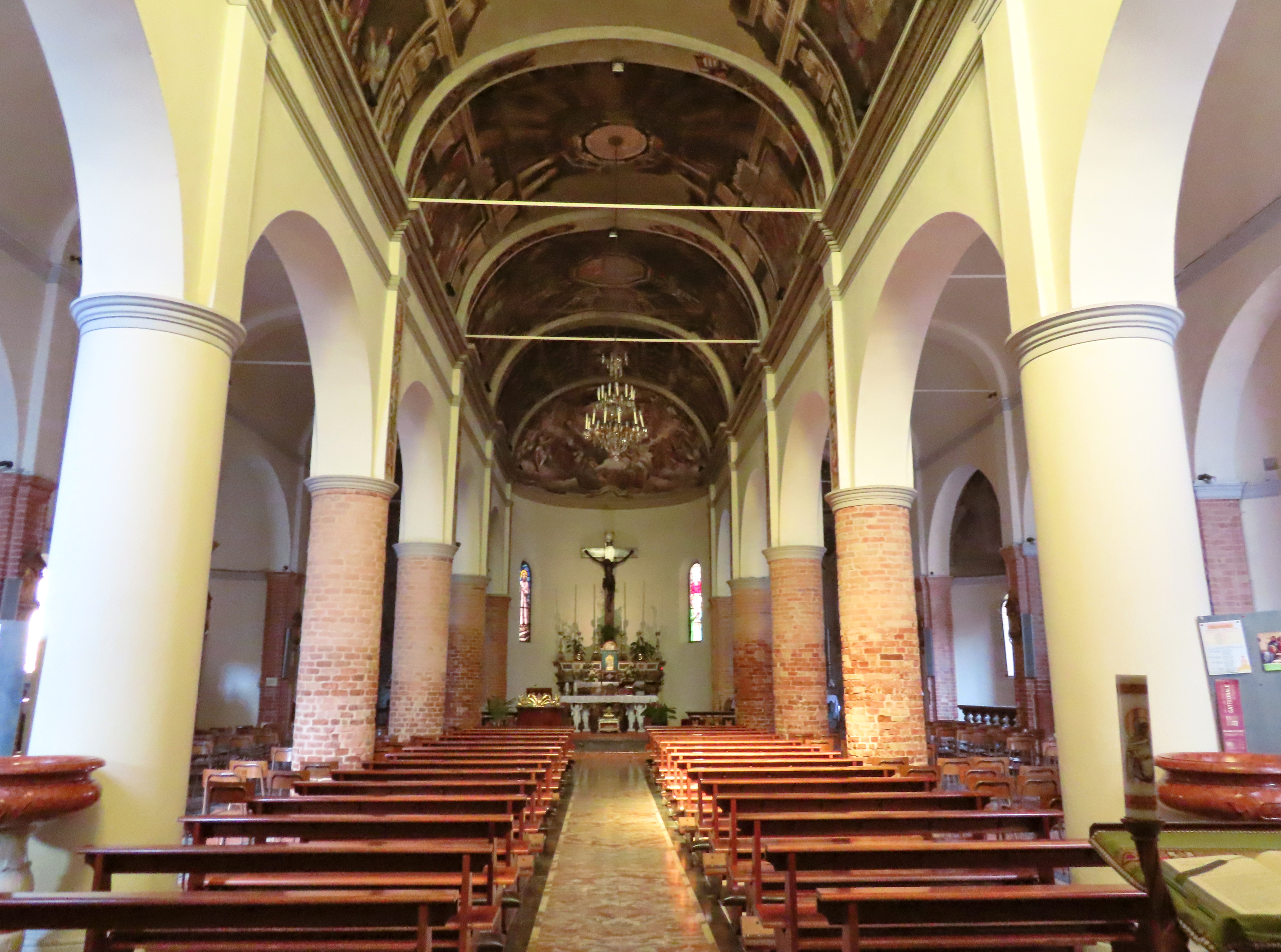
Navata centrale

Lateralmente alle navate secondarie, le quali presentano una volta a botte e danno sulla navata centrale con arcate a tutto sesto, sono presenti le cappelle: cinque sul lato destro, consacrate rispettivamente al Battistero, alla Madonna di Caravaggio, alla Madonna Addolorata, al confessionale e a San Fermo, e quattro sul lato sinistro, dedicate al Sacro Cuore, a Santa Rita, alla Sacra Famiglia e al confessionale.
Le volte della navata centrale presentano un ciclo di affreschi dedicati ai santi Fermo e Rustico e risalente alla fine del '500/inizio del '600, come testimoniato dalla presenza dello stemma del vescovo di Piacenza Claudio Rangoni, scoperto durante una campagna di restauri condotta tra il 2002 e il 2003. Il ciclo, tra i più completi del nord Italia, era stato precedentemente attribuito alla scuola del Bibbiena, attribuzione incompatibile con la datazione tra la fine del XVI e l'inizio del XVII secolo. Gli affreschi ritraggono san Fermo in uniforme da legionario che dona pane ai poveri, san Fermo che illustra il Vangelo, Fermo e Rustico che rifiutano di abiurare la religione cristiana di fronte all'imperatore Massimiano, i due santi in carcere, una tavola preparata dagli angeli all'interno della cella, mentre l'ultimo affresco raffigura la fallita lapidazione, seguita dal fallito rogo, placato dalla pioggia, e, infine, dalla decapitazione dei due martiri.